# Grand Prix Herning
Il Grand Prix Herning è una corsa in linea maschile di ciclismo su strada che si svolge attorno alla città di Herning, in Danimarca, ogni anno nel mese di maggio. Dal 2005 fa parte del calendario dell'UCI Europe Tour classe 1.1.

## Storia
Creata nel 1992, si chiamò GP Midtbank fino al 2003, quando fu rinominata in GP SATS, poi GP Herning-SATS nel 2005, GP Herning nel 2006 e GLS Express Grand Prix Herning dal 2007. Nel 2009 ha acquisito infine il nome attuale.

## Albo d'oro
Aggiornato all'edizione 2025.
| Anno                           | Vincitore                             | Secondo                               | Terzo                                 |
| GP Midtbank                    | GP Midtbank                           | GP Midtbank                           | GP Midtbank                           |
| ------------------------------ | ------------------------------------- | ------------------------------------- | ------------------------------------- |
| 1992                           | Claus Michael Møller                  | Søren Christiansen                    | Kim Marcussen                         |
| 1993                           | Dennis Rasmussen                      | Kim Malling Kiaer                     | Søren Pedersen                        |
| 1994                           | Brian Smith                           | Carl Christian Pedersen               | Bo Hamburger                          |
| 1995                           | Frédéric Moncassin                    | Bo Hamburger                          | Søren Mønster                         |
| 1996                           | Bjarne Riis                           | Jan Ostergaard                        | Mikael Kyneb                          |
| 1997                           | Bjarne Riis                           | Tayeb Braikia                         | Frank Høj                             |
| 1998                           | Bjarne Riis                           | Kurt Asle Arvesen                     | Gorazd Štangelj                       |
| 1999                           | Michael Sandstød                      | Arvis Piziks                          | Danny Jonasson                        |
| 2000                           | Michael Sandstød                      | Jimmi Madsen                          | Niko Eeckhout                         |
| 2001                           | Rudi Kemna                            | Arvis Piziks                          | Mark McCormack                        |
| 2002                           | Rudi Kemna                            | Cezary Zamana                         | Gordon McCauley                       |
| 2003                           | Frank Høj                             | Jeremy Hunt                           | Magnus Bäckstedt                      |
| GP SATS                        |                                       |                                       |                                       |
| 2004                           | Frank Høj                             | Michele Bartoli                       | Stefan Kupfernagel                    |
| GP Herning-SATS                |                                       |                                       |                                       |
| 2005                           | Michael Blaudzun                      | Joost Van Leijen                      | Jimmy Hansen                          |
| GP Herning                     |                                       |                                       |                                       |
| 2006                           | Allan Johansen                        | Rik Reinrink                          | Alex Rasmussen                        |
| GLS Express Grand Prix Herning |                                       |                                       |                                       |
| 2007                           | Kurt Asle Arvesen                     | René Jørgensen                        | Matti Breschel                        |
| 2008                           | non disputata                         | non disputata                         | non disputata                         |
| Grand Prix Herning             |                                       |                                       |                                       |
| 2009                           | René Jørgensen                        | Michael Reihs                         | Allan Johansen                        |
| 2010                           | Alex Rasmussen                        | Martin Mortensen                      | Joost Van Leijen                      |
| 2011                           | Troels Vinther                        | Michael Reihs                         | Lars Bak                              |
| 2012                           | non disputata                         | non disputata                         | non disputata                         |
| 2013                           | Lasse Norman Hansen                   | Martin Mortensen                      | Rolf Nyborg Broge                     |
| 2014-2019                      | non disputata                         | non disputata                         | non disputata                         |
| 2020                           | annullata per la Pandemia di COVID-19 | annullata per la Pandemia di COVID-19 | annullata per la Pandemia di COVID-19 |
| 2021                           | Mads Østergaard Kristensen            | Magnus Bak Klaris                     | Niklas Larsen                         |
| 2022                           | Andreas Stokbro                       | Mads Rahbek                           | Mads Pedersen                         |
| 2023                           | Mathias Norsgaard                     | Rasmus Bøgh Wallin                    | Michael Valgren                       |
| 2024                           | Rasmus Søjberg Pedersen               | Daniel Stampe                         | Erik Madsen                           |
| 2025                           | Stian Rosenlund                       | Niklas Larsen                         | Mads Andersen                         |